# 丘絮絮
丘絮絮（1909年—1967年），原名丘若琛，笔名絮絮，福建龙岩人，新加坡小说家、诗人。1920年代末，絮絮在上海艺术大学文学系毕业。1930年代絮絮在中国出版过诗集《昨夜》，《骆驼》。1930年代末，他移民新加坡并创作小说。50年代初期，任《南洋青年》，《南洋教育》主编。1952-1967，任新加坡南洋华侨中学、南侨女中等学校的国文教师。

## 著作
- 《昨夜》
- 《骆驼》
- 《生之歌》
- 《播种者》
- 《教师的节日》
- 《学府风光》
- 《丘絮絮小說選》